# Vanneau à tête blanche
Vanellus albiceps
Espèce
Statut de conservation UICN

 LC  : Préoccupation mineure
Le Vanneau à tête blanche (Vanellus albiceps) est une espèce d'oiseaux limicoles de la famille des Charadriidae.
Cet oiseau vit en Afrique subsaharienne (rare en Afrique australe et en Afrique de l'Est).

## Description

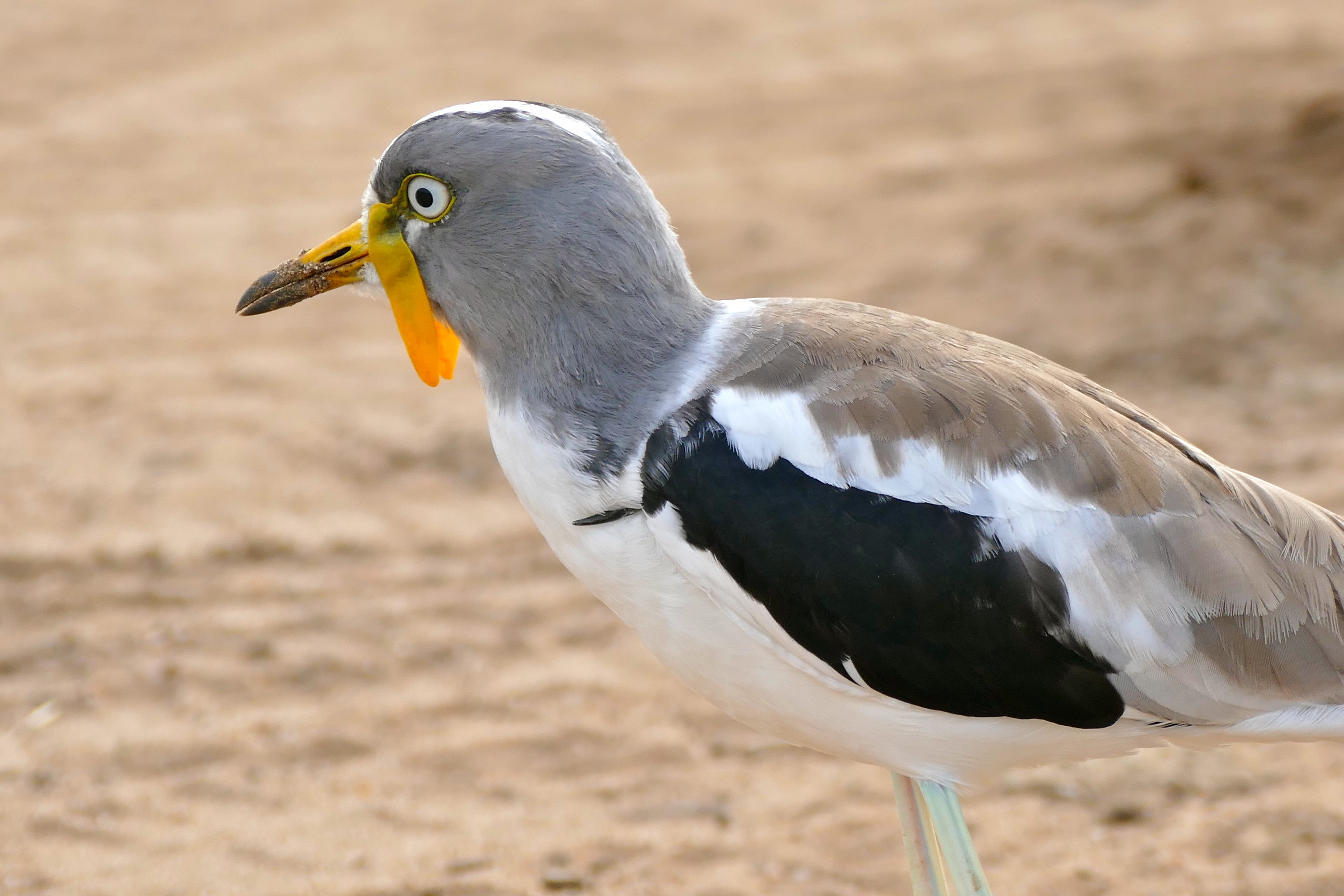
Détail de la tête

Tout comme le vanneau du Sénégal, le vanneau à tête blanche porte des caroncules. 
Il diffère cependant nettement du vanneau du Sénégal, tant au sol qu'en vol, du fait de ses ailes noires et blanches, bien visibles au sol, à la différence du vanneau du Sénégal. La poitrine est blanche, ainsi que le dessus de la tête.